# Culex creole
Culex creole är en tvåvingeart som beskrevs av Anduze 1948. Culex creole ingår i släktet Culex och familjen stickmyggor. Inga underarter finns listade i Catalogue of Life.